# El Padrí III
El Padrí III (títol original en anglès The Godfather: Part III) és un pel·lícula estatunidenca dirigida per Francis Ford Coppola, estrenada el 1990 i doblada al català.
Última part de la trilogia inspirada en l'obra de Mario Puzo, fou estrenada divuit anys després d'El Padrí i setze anys després d'El Padrí II.

## Argument
Amb prop de seixanta anys, Michael Corleone desitja que els assumptes de «la família» entrin en la legalitat. Pet això prova d'adquirir una important societat immobiliària propietat del Vaticà.
En la seva vida privada, Michael desespera per trobar un successor ja que el seu fill li anuncia la seva voluntat de fer-se cantant d'òpera.

## Repartiment
- Al Pacino: Michael Corleone
- Diane Keaton: Kay Adams Michelson
- Talia Shire: Connie Rizzi
- Andy García: Vincent Mancini
- Sofia Coppola: Mary Corleone
- Eli Wallach: Don Altobello
- Joe Mantegna: Joey Zasa
- Donal Donelly: El bisbe Gilday
- George Hamilton: B.J. Harrison
- Richard Bright: Al Neri
- Bridget Fonda: Grace Hamilton
- Brett Halsey: Douglas Michelson
- Helmut Berger: Frederick Keinszig
- Raf Vallone: Cardinal Lamberto
- John Savage: Pare Andrew Hagen

## Comentaris
El començament del film estableix un paral·lelisme entre Michael i el seu pare Vito Corleone: com a la primera pel·lícula de la trilogia, les escenes inicials es desenvolupen en un despatx, al marge d'una festa familiar. Michael, com el seu pare anys abans, veu desfilar els qui tenen propostes a fer-li. Amb aquest paral·lelisme Francis Ford Coppola mostra que Michael ha aconseguit el mateix estatus respectable que el seu pare.
Com en El Padrí II, la psicologia del personatge de Michael Corleone és en el centre de la pel·lícula.
Aquesta última part de la trilogia posa en escena un Michael envellit i aixafat pel seu passat. Rosegat pel remordiment (sobretot pel que fa a l'assassinat del seu germà Fredo), s'adona de la seva crueltat. És un home que, arribat al final de la seva vida, prova per darrera vegada de reparar els seus errors.
El seu viatge a Sicília, acompanyat de la seva exesposa Kay, li permet recordar els moments que han marcat la seva existència. Així, poc abans de la seva mort, Francis Ford Coppola realitza un salt enrere i mostra les tres dones centrals en la seva vida (tret de la seva mare), és a dir: la seva primera dona siciliana (Apollonia), Kay Adams i la seva filla Mary.
Finalment, la taronja (cítric estès a Sicília) continua ocupant un lloc simbòlic notable ja que anuncia una tragèdia imminent. En El Padrí, Vito Corleone és víctima d'un intent d'assassinat mentre compra taronges. Aquí, les taronges són presents al jardí de la propietat de Michael quan aquest s'apaga.
Igualment, durant la reunió entre les diferents famílies mafioses, una taronja roda sobre la taula poc abans de l'atac mortífer dels helicòpters. En canvi, en la crisi d'hipoglucèmia de Michael és un suc de taronja que li salva, irònicament, la vida.
Redempció i caiguda de Michael Corleone 
Aquesta pel·lícula tracta de l'intent de redempció de Michael Corleone i el fracàs d'aquesta cerca degut al funcionament del món actual ja que la institució que hauria de ser la més moral - l'Església - no està exempta d'un funcionament mafiós que engolirà Michael quan aquest n'esperava poder reformar-se amb el seu apropament.
Els personatges de la pel·lícula: els dobles de Michael Corleone 
Aquesta pel·lícula aprofondeix en les relacions entre els personatges de la família Corleone i dibuixa diferents pols d'atracció.
Un és Kay (Diane Keaton) qui ha escollit el món honrat, representat amb el seu nou marit advocat, i que aconsegueix convèncer Michael de deixar el seu fill Tony entrar en aquesta esfera separada, malgrat que Michael no en comprèn en principi la necessitat ja que ell mateix ha fet l'esforç de legalitzar la seva activitat. P
Un altre pol, és la seva filla Mary. Per una mena d'acord amb Kay, Michael aconsegueix conservar al seu costat la Mary (Sofia Coppola). Aquesta filla apareix als ulls del pare com la garantia d'aquesta millora moral: és ella qui presideix la fundació Corleone i moltes vegades Michael impedeix tota temptativa (sobretot la dels seus antics col·legues) d'implicar aquesta fundació en activitats fosques. Amb tot, al principi, Michael no s'adona que els negocis amb el banc de Ciutat del Vaticà arruïnarà aquesta esperança i la seva cerca moral se saldarà en un fracàs, manifestat alhora per la mort de la seva filla i per l'obligació de recórrer a mètodes foscos per preservar els interessos de la seva fundació. Els dos fenòmens van lligats ja que Michael ha jurat per la vida dels seus fills que deixaria la violència de costat. Mentre prohibia a Vincent (Andy García) de festejar amb la seva filla, aspira a deixar-la fora de perill, però Michael no s'adona que la seva filla està en perill mentre estigui a prop seu. En canvi, el seu fill s'ha salvat perquè ha sabut allunyar-se de Michael per entrar en l'esfera de la seva mare (de manera reveladora, en l'escena de l'afusellament a les escales, l'assassí i Vincent són a un costat de les escales, Tony i Kay d'altra banda, i Michael i la seva filla Mary són al mig).
Tots els personatges de la família són, en un cert nivell, dobles de Michael, de les projeccions i de les seves aspiracions contradictòries. Kay, la muller que vivia totalment allunyada dels negocis del seu pare, representa la seva cara moral, i no és anodí que a mesura que Michael refusa la violència, s'acosti a ella. En canvi, Connie (Talia Shire) és la garant de la memòria mafiosa de la família i simbolitza la part de Michael lligada a la tradició de la vendetta; en una escena on Vincent li dona la mà després que li ha donat una ordre, es comprèn que és ella que ha assumit el paper de Padrí mentre que Michael intenta d'anar cap a l'honestedat representada per Kay.
En la generació següent, Vincent (Andy García) representa la part tenebrosa de Michael. I per contra, Tony (Franc D'Ambrosio) representa el futur moral i legal girat cap a l'art. De fet cadascun d'aquests dos joves estan molt propers a les dues figures femenines de la vida de Michael. Entre els dos es troba Mary (Sofia Coppola), la indecisió de la qual manifesta exteriorment l'oscil·lació amagada de Michael, que creu que volent el Bé en tindrà prou per aconseguir-ho. Mary, qui contràriament als altres membres de la família, és un personatge complex - ella ha d'assegurar-se la legitimitat de la fundació que dirigeix però és irreprimiblement atreta per Vincent - és el doble verdader de Michael, la figura del seu futur moral que intenta escapar a l'atracció del món mafiós. Michael no suporta l'acostament de Mary i Vincent. Creu poder escindir les dues figures que són dins seu, però quan diu a en Vincent que el preu a pagar per exercir la violència és que hagi de renunciar a la Mary, no s'adona que allò val també per a ell mateix.

## Al voltant de la pel·lícula
- El paper de Mary Corleone interpretat per Sofia Coppola era inicialment previst per a Winona Ryder.
- Alec Baldwin, Matt Dillon, Vall Kilmer, Charlie Sheen i Nicolas Cage van intentar obtenir el paper de Vincent Mancini, que finalment va recaure en Andy García.
- Francis Ford Coppola desitjava que la pel·lícula portés per títol La Mort de Michael Corleone  però no va ser acceptat per l'estudi de producció.
- La música és signada del pare de Francis Ford Coppola, Carmine Coppola. Es troba també als crèdits: Talia Shire, la germana de Francis Ford Coppola i Sofia Coppola, la seva filla.
- Aquesta pel·lícula no és la primera aparició de Sofia Coppola en una pel·lícula del seu pare. És ella qui «interpretava» la nena que es bateja al final de la primera pel·lícula. Tenia llavors tres dies d'edat. A més, en El Padrí II, apareix com a figurant en el vaixell dels emigrants a Ellis Island.
- La música i l'argument de l'òpera Cavalleria rusticana tenen una gran importància en l'estructura del film.

## Nominacions
- Oscar a la millor pel·lícula
- Oscar al millor actor secundari per Andy Garcia
- Oscar a la millor direcció artística per Dean Tavoularis, Gary Fettis
- Oscar a la millor fotografia per Gordon Willis
- Oscar al millor director per Francis Ford Coppola
- Oscar al millor muntatge per Barry Malkin, Lisa Fruchtman i Walter Murch
- Oscar a la millor cançó original per Carmine Coppola (música) i John Bettis (lletra) per la cançó "Promise Me You'll Remember".
- Globus d'Or al millor director per Francis Ford Coppola
- Globus d'Or a la millor pel·lícula dramàtica
- Globus d'Or a la millor banda sonora original per Carmine Coppola
- Globus d'Or a la millor cançó original per Carmine Coppola (música) i John Bettis (lletra) per la cançó "Promise Me You'll Remember".
- Globus d'Or al millor actor dramàtic per Al Pacino
- Globus d'Or al millor actor secundari per Andy Garcia
- Globus d'Or al millor guió per Francis Ford Coppola i Mario Puzo